# (1677) Tycho Brahe
(1677) Tycho Brahe er en lille hovedserie-asteroide og har tidligere haft de midlertidige betegnelser 1940 RO og A916 UA. Tycho Brahe blev opdaget af den finske astronom og optiker Yrjö Väisälä i 1940. Asteroiden er af Eunomia-familien, dvs. en S-type asteroide og stenasteroide i midten af asteroidebæltet. Väisälä har derudover opdaget 127 andre asteroider.
Asteroiden har en diameter på ca. 12 km. Den kredser om Solen i en afstand af 2,3–2,8 AE en gang hver 4. år (1,472 dage). Dens bane har en excentricitet på 0.11, og den hælder 15° med hensyn til ekliptika.
Asteroiden er opkaldt efter den danske astronom Tycho Brahe (1546–1601).

## Eksterne links
- 1677 Tycho Brahe Arkiveret 4. januar 2017 hos  Wayback Machine